# Christoph Ludwig Hoffmann (Jurist)
Christoph Ludwig Hoffmann (* um 1736; † 27. April 1797 in Insterburg) war Hofgerichtsadvokat in Königsberg und Vater des Dichters E. T. A. Hoffmann.

## Leben
Sein Vater Friedrich Christoph Hoffmann war evangelischer Pfarrer in Neumark in Ostpreußen, die Mutter Elisabeth war die Tochter des Gutsherrn und Burggrafen Tobias Christoph Voeteri (Vetter). Christoph Ludwig Hoffmann war von 1752 bis 1753 an der Universität Königsberg immatrikuliert. Danach wurde er Rechtsanwalt (Advocat) am Hofgericht in Königsberg. Dort heiratete er 1767 seine Cousine Lovisa Albertina Doerffer.
Die Eheleute trennten sich 1778. Christoph Ludwig Hoffmann blieb mit dem zehnjährigen Sohn Johann Ludwig in der bisherigen Wohnung in der Französischen Straße, während die Ehefrau mit dem zweijährigen Ernst Theodor Wilhelm in das Haus ihrer Eltern in die Junkerstraße zog.
1782 kam der Kriminalrat und Justizkommissar Christoph Ludwig Hoffmann infolge einer Justizreform nach Insterburg. Dort starb er 1797, ohne seinen Sohn Ernst Theodor Wilhelm jemals wiedergesehen zu haben.
Christoph Ludwig Hoffmann war künstlerisch begabt, aber in seiner Lebensweise etwas unsolide.

## Ehe und Nachkommen
Christoph Ludwig Hoffmann heiratete 1767 Luise Albertine Doerffer (Lovisa Albertina Doerffer; 1748–1796), eine Tochter des Hofgerichtsadvokaten Johann Jacob Doerffer. Von ihnen sind drei Söhne bekannt
- Johann Ludwig Hoffmann (* 29. November 1768 in Königsberg; † nach 1802); lebte seit 1778 beim Vater, seit etwa 1782 in Insterburg, studierte 1785 Jura in Königsberg, lebte danach wieder in Insterburg, nach 1796 im Arbeitshaus in Königsberg entmündigt auf Betreiben des Onkels J. L. Doerffer nach dem Tod des Vaters; 1801 im Testament der Großmutter Doerffer erwähnt, lebte danach in Brieg und Constadt in Schlesien, 1822 unsicher, ob er noch lebte[3]
- Carl Wilhelm Philipp Hoffmann (* 16. August 1773 in Königsberg), getauft, danach keine weiteren Nachrichten, wahrscheinlich vor 1778 gestorben
- Ernst Theodor Wilhelm Hoffmann (E. T. A. Hoffmann; * 24. Januar 1776; † 1822), wurde ein berühmter Dichter und  Komponist